# 미우라 타카히로
미우라 타카히로(일본어: 三浦 貴大, 1985년 11월 10일 ~ )는 일본의 배우이다. 도쿄도 출신이며, 소속사는 아노레이다. 준텐도 대학 스포츠 건강과를 졸업했다.
대학 졸업 후, 아버지 미우라 토모카즈, 어머니 야마구치 모모에와 같이 배우가 되기로 결정했으며, 2010년 영화 《철로》로 데뷔했다. 이 작품으로 제34회 일본 아카데미상 신인배우상, 제35회 호치 영화제 신인상을 수상했다.

## 출연 작품

### 영화
- RAILWAYS 49세에 열차 기관사가 된 남자의 이야기 (2010)
- 플라워즈 (2010)
- 학교를 만들자 (2010)
- 우주전함 야마토 (2010)
- BADBOYS (2011)
- 닌자보이 란타로 (2011)
- 난반사 (2011)
- 기린의 날개 (2012)
- 극장판 SPEC: 천 (2012)
- 도쿄의 밤하늘은 항상 가장 짙은 블루 (2017) - 마키타 역
- 스타 샌드 (2017)
- 섬머 블룸스 (2017)
- 시오리 (2018)
- 바짱 로드 (2018)
- 벼룩 잡는 사무라이 (2018) - 마츠다이라 사다노부 역
- 퍼스트 러브 (2019) - 야스 역
- 고스트 마스터 (2019)
- 댄스 위드 미 (2019) - 무라카미 료스케 역
- 욕망: 신세계 (2020)
- 각오한 사랑 (2021) - 아리마 다케시 역
- 킹덤2: 아득한 대지로 (2022) - 미도 역
- 킹덤3: 운명의 불꽃 (2023) - 미도 역
- 킹덤4: 대장군의 귀환 (2024) - 미도 역

### 드라마
- 2011년 《그, 남편, 남자친구들》
- 2012년 《운명의 인간》
- 2012년 《클로버》
- 2015년 《꽃 타오르다》 - 모리 모토노리 역
- 2017년 《제니가타 경부》
- 2017년 《행복의 기억》